# Comarca de Allariz-Maceda
A Comarca de Allariz - Maceda é uma comarca galega que inclui os seguintes seis concelhos:  Allariz, Baños de Molgas, Maceda, Paderne de Allariz, Xunqueira de Ambía e Xunqueira de Espadanedo. Limita a Norte com a comarca de Ourense; a Leste, com a de Comarca da Terra de Caldelas; a Sul com a da Comarca da Limia e, a Oeste, com a Terra de Celanova.